# Lieja-Bastoña-Lieja 1909
La Lieja-Bastogne-Lieja 1909 fue la 5.ª edición de la clásica ciclista Lieja-Bastoña-Lieja. La carrera se disputó el domingo 16 de mayo de 1909, sobre un recorrido de 235 km. El vencedor final fue el belga Victor Fastre, que se impuso al sprint en un pequeño grupo de ocho hombres. Los también belgas Eugène Charlier y Paul Deman acabaron segundo y tercero respectivamente. 

## Clasificación final
| Posición | Ciclista          | Equipo        | Tiempo   |
| -------- | ----------------- | ------------- | -------- |
| 1        | Victor Fastre     | -             | 8h21'00" |
| 2        | Eugène Charlier   | -             | s.t.     |
| 3        | Paul Deman        | Saphir Cycles | s.t.     |
| 4        | Félicien Salmon   | -             | s.t.     |
| 5        | Hector Tiberghien | -             | s.t.     |
| 6        | Charles Deruyter  | -             | s.t.     |
| 7        | Arthur Geoffroy   | -             | s.t.     |
| 8        | Aimé Behaeghe     | -             | s.t.     |
| 9        | Joseph Matagne    | -             | a 1'30"  |
| 10       | Jacques Coomans   | -             | s.t.     |